# Казка про царя Салтана (опера)
«Казка про царя Салтана» — опера на 4 дії російського композитора Миколи Римського-Корсакова. Лібрето Володимира Бєльського за однойменною казкою О. Пушкіна.

## Історія створення
Ідея про створення опери за «Казкою про царя Салтана» О. Пушкіна з'явилась у Миколи Андрійовича після завершення роботи над оперою «Царева наречена». Розробка сценарію почалась зимою 1898–1899 року. Закінчити роботу планувалося до сторіччя від дня народження Пушкіна. Весною 1899 року композитор приступив до створення музики. Восени робота над оперою була завершена, а в січні наступного року була готова й партитура. Прем'єра «Казки про царя Салтана» відбулася 21 жовтня (2 листопада) 1900 року на сцені московської приватної опери — Товариства Солодовніковського театру. Диригент — Михайло Іпполітов-Іванов. Художник-постановник — Михайло Врубель.

### Постановка опери в Україні
Напередодні офіційного відкриття чергового театрального сезону 1 вересня 1911 року за наказом генерал-губернатора Ф. Ф. Трєпова в київському театрі показували урочисту святкову виставу «Казки про царя Салтана» для поважних столичних гостей на чолі з російським імператором Миколою II, який приїхав до Києва з нагоди відкриття пам'ятника Олександру II. В антракті після другого акту було скоєно замах та смертельно поранено Петра Столипіна.
Наступна прем'єра «Казки» відбулася 1 вересня 1917 р. під керуванням диригента Михайла Штеймана, режисер вистави – Олександр Улуханов, художник – Семен Евенбах. Сольні партії виконували відомі вокалісти Катерина Воронець, Марта Баратова, Марина Скибицька, Ольга Монська, Федір Орешкевич, Василь Лубенцов.
У 1949 році минало 150 років від дня народження Олександра Пушкіна. Театр опери та балету України імені Т. Г. Шевченка відзначив річницю постановкою опери М. Римського-Корсакова «Казка про царя Салтана» у перекладі лібрето Павла Тичини. Диригентом-постановником вистави був Веніамін Тольба, сценічну постановку здійснив Михайло Стефанович. Художник О. Хвостенко-Хвостов зробив костюми й оформлення «Казки» у стилі палехських майстрів. Натхненна поезія пушкінської казки ожила в образах Салтана – Михайло Роменський та Борис Гмиря, Мілітриси – Олександра Станіславова, Віра Гужова та Лілія Лобанова, Гвідона – Віктор Борищенко та Семен Коган, Царівни Лебеді – Марія Бем та Єлизавета Чавдар, Ткачихи та Поварихи – Лариса Руденко, Ніна Гончаренко, Броніслава Полякова та Римма Разумова, Бабарихи – Елеонора Томм та Зінаїда Кушнарьова, Старого діда – Іван Кученко.

## Дійові особи
- Цар Салтан (бас)
- Цариця Мілітриса, молодша сестра (сопрано)
- Ткачиха, середня сестра (меццо-сопрано)
- Повариха, старша сестра (сопрано)
- Сваха баба Бабариха (контральт)
- Царевич Гвідон (тенор)
- Царівна Лебідь (сопрано)
- Старий дід (тенор)
- Гонець (баритон)
- Скоморох (бас)
- Перший корабельник (тенор)
- Другий корабельник (баритон)
- Третій корабельник (бас)
- Джміль

## Лібрето

### Пролог
У світлиці ввечері прядуть три сестри. Старші сестри зовсім заганяли молодшу Мілітрису – і води наноси, і пічку затопи, і корову подої. Самі ж знай похваляються своєю красою:
|  | Якби я була цариця, – Каже так її сестриця, – То сама на цілий світ Наварила б я обід». «Якби я була цариця, – Ка же так її сестриця, – На весь світ сама-одна Я б наткала полотна». «Якби я була цариця, – Третя мовила сестриця, – Я б родила для царя Молодця-богатиря. |

Тільки мовила – до світлиці входить цар Салтан і наказує не зволікати, а їхати до палацу. Бути їй царицею, а сестрам – поварихою та ткачихою. Заздрісниці підмовляють сваху бабу Бабариху нашепотати Мілітрисі лихо.

### Дія перша

#### Картина перша
У царському палаці в Тмутаракані цариця Мілітриса чекає на повернення Салтана з війни. Вже давно відіслала вона чоловікові гінця з радісною звісткою про народження царевича Гвідона, а від Салтана все немає й немає відповіді. Цариця навіть не підозрює, що злі сестри з Бабарихою підмінили її грамоту та відправили з гінцем обмову про те, що «народилось дитинча – не дівчатко, не хлопча, не пацюк, не жабенятко, а невидане звірятко». Нарешті приїжджає гонець від Салтана та привозить указ, в якому «цар велить негайно в море кинути потайно, щоб про це не відав світ, і царицю і приплід». Зі слізьми й голосінням народ виконує царську волю, посадивши царицю з сином до бочки.

#### Картина друга
Довго пливе бочка по синьому морю. Не щодня, а щогодини росте в ній царевич Гвідон. Але ось хвилі викидають бочку на пустельний берег острова Буяна. Самотні на острові цариця Мілітриса та молодий царевич Гвідон. Раптом бачить царевич: високо у небі біла Лебідь намагається врятуватися від пазурів хижого птаха. Гвідон стріляє й вбиває злого коршака. Лебідь обіцяє царевичу за свій порятунок відплатити добром.
Сутеніє. Мати й син засинають, а прокинувшись, не вірять очам своїм: на сонці виблискує куполами дивовижний град. Із воріт під гул дзвонів йде народ і просить Гвідона стати їхнім князем.

### Дія друга

#### Картина перша
Добре живеться Гвідону з матір’ю. Але бачить він кораблі, які пливуть по морю в Тмутаракань, і туга обіймає його серце. Хочеться Гвідону побувати на батьківщині, побачити батька. Приходить він з невеселими думками до Лебеді. Велить вона Гвідону тричі зануритися в море – і перетворюється князь на джмеля.

#### Картина друга
У царських палатах Салтан приймає корабельників. Вони розповідають цареві про чудове місто, яким править князь Гвідон, про дива: про чарівну білку, що гризе золоті горішки й співає пісень; про тридцять три богатирі, які виходять із хвиль морських. Зовсім уже зібрався Салтан їхати до Гвідона, та злі сестри Мілітриси та Бабариха не пускають його, відволікаючи розповіддю про чудо, якого немає навіть у загадковому граді – це царівна, яка своєю вродою «денне світло затіняє, а вночі, як сонце, сяє. Місяць у косі блищить, на чолі зоря горить. А сама вона, як пава, походжає величаво, як розмову поведе – наче горлиця гуде. Кожен скаже справедливо: це вже диво – справжнє диво». Джміль боляче жалить злих сестер і Бабариху та летить геть.

#### Картина третя
Царевич не може забути розповідь про прекрасну царівну. Кличе він Лебідь та просить допомогти йому знайти царівну. Лебідь і обертається красунею-царівною.

#### Картина четверта
На острів приїжджає цар Салтан. Довго дивується цар чудесам. Але найчудовішим є те, що його кохана дружина й син живі і щасливі. На радощах Салтан пробачає навіть лиходійок-сестер. Починається гучне святкування.